# Opposite of H2O
Opposite of H2O è il primo album in studio  del rapper statunitense Drag-On, pubblicato il 28 marzo 2000 dalla Interscope Records e dalla Ruff Ryders Entertainment.

## Tracce
1. Parental Advisory (Intro) – 0:41
2. Opposite of H2O (feat. Jadakiss) – 3:41 (Mel Smalls, David Styles, Darrin Dean, Kasseem Dean)
3. Spit These Bars (feat. Swizz Beatz) – 3:43 (Mel Smalls, Kasseem Dean, Michael Gomez)
4. Groundhog's Day – 3:15 (Mel Smalls, Anthony Fields)
5. High Roller (Skit) – 1:08
6. Niggas Die 4 Me (feat. DMX) – 3:52 (Mel Smalls, Earl Simmons, Kasseem Dean)
7. Here We Go (feat. Eve) – 3:54 (Mel Smalls, Eve Jeffers, Darrin Dean, Earl Fields)
8. Snipe Out – 3:48 (Mel Smalls, David Starr)
9. Click, Click, Clack (feat. P. Killer Trackz) – 3:26 (Mel Smalls, Earl Fields)
10. Get It Right (feat. DMX) – 3:42 (Mel Smalls, Earl Simmons, Kasseem Dean)
11. Shaquita (feat. Capone) (Skit) – 0:52
12. Ladies 2000 – 4:27 (Mel Smalls, Sheldon Harris)
13. Drag Shit (feat. Styles P) – 3:22 (Mel Smalls, David Styles, Darrin Dean, Kasseem Dean)
14. Ready For War (feat. The L.O.X.) – 3:57 (Mel Smalls, Jason Phillips, Sean Jacobs, David Styles, Brian Angelo, Darrin Dean)
15. Hot Dick (Skit) – 1:00
16. The Way Life Is (feat. Case) – 4:55 (Mel Smalls, Jay Jackson, Kasseem Dean)
17. Pop It (feat. Icepick Jay) – 4:14 (Mel Smalls, Jay Jackson, Kasseem Dean)
18. What's It All About? (feat. Parlé) – 4:53 (Mel Smalls, Darrin Dean, Kasseem Dean)

Traccia bonus
1. Life Goes On – 3:37 (Mel Smalls, Kasseem Dean, Michael Gomez)

## Classifiche

### Classifiche settimanali
| Classifica (2000) | Posizione massima |
| ----------------- | ----------------- |
| Stati Uniti       | 5                 |

### Classifiche di fine anno
| Classifica (2000) | Posizione |
| ----------------- | --------- |
| Stati Uniti       | 179       |